# Ali Nassirian
Ali Nassirian (en persan: علی نصیریان) est un acteur et auteur iranien.

## Galerie

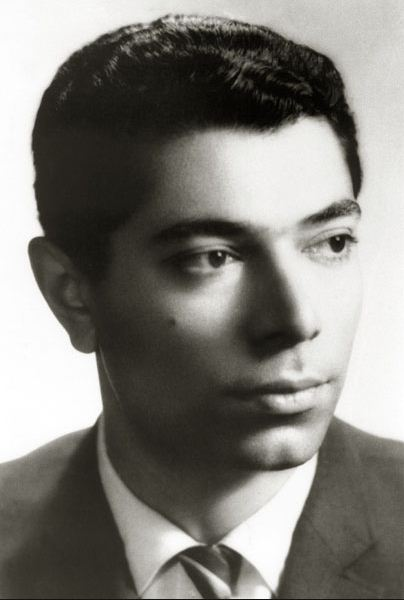
Ali Nassirian jeune
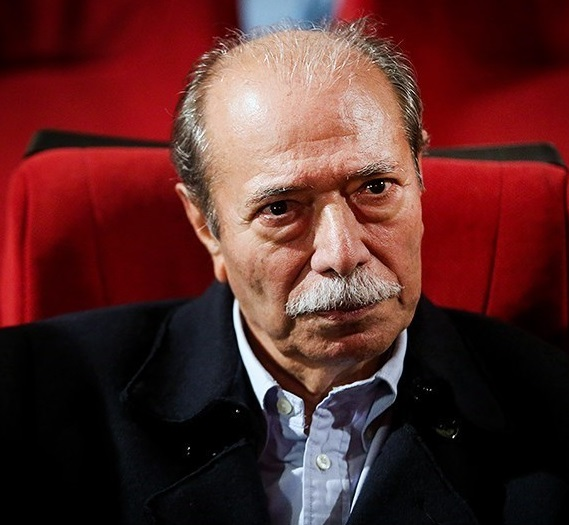
Ali Nassirian en 2016

## Filmographie
- 1969 : La Vache de Dariush Mehrjui : Islam

- 1971 : Mr Naïf (Aghaye Hallou) de Dariush Mehrjui : Mr Halou
- 1972 : Sattar Khan d'Ali Hatami : Sattar Khan
- 1972 : Le Postier (Postchi) de Dariush Mehrjui : Sattar Khan
- 1974 : Le Cycle de Dariush Mehrjui : Esmaïl
- 1981 : L'École où nous sommes allés (Hayate poshti madreseye Adl-e-Afagh) de Dariush Mehrjui : Amir Pazouki
- 1984 : Kamalolmolk d'Ali Hatami
- 1985 : Chaussures Mirza Norooz
- 1985 : Routes Frosty
- 1987 : Capitaine Khorshid de Nasser Taghvai : Mr Farhan
- 1987 : Le Lion de pierre de Masoud Jafari Jozani : A'ali Yar
- 1989 : Un jour magnifique de Kianoush Ayari :
- 1989 : Les Années de cendre de Mehdi Sabaghzadeh
- 1990 : Monnaie étrangère (Pul-e khareji) de Rakhshan Banietemad : Morteza Olfat
- 1995 : L'Odeur de la chemise de Youssef (Booy-E Pirahan-E Yusef) d'Ebrahim Hatamikia : Daei Ghafoor
- 1997 : L'Agence de verre (Ajans-é shisheh-i) d'Ebrahim Hatamikia
- 1999 : Comité de châtiment (Komiteh mojazat) d'Ali Hatami : Abolfath Mirza
- 2001 : Prisonnier 707 d'Habibollah Bahmani
- 2003 : Le Roi silencieux d'Homayoun Shannavaz
- 2003 : Cage Sauts Fous d'Ahmad Reza Motamedi : Ferasat
- 2005 : La Vie sur l'eau (Jazireh ahani /Iron Island) de Mohammad Rasoulof : Solatol Doleh
- 2007 : Le Fruit défendu (Miveh Mamno'e) (série télévisée) : Haj Younis
- 2009 : Le Facteur ne sonne pas trois fois de Hassan Fathi
- 2010 : The Saturday Hunter de Parviz Sheikh Tadi : le grand-père
- 2015 : Iran Burger de Masoud Jafari Jozani : Amrollah Khan
- 2018 : Conte de la mer de Bahman Farmanara : Houshang
- 2018 : Empereur de l'enfer de Parviz Sheikh Tadi
- 2019 : A Hairy Tale de Homayoun Ghanizadeh : Kazem
- 2020 : Les Enfants du soleil de Majid Majidi : Hashem
- 2022 : Un mineur de Dariush Mehrjui : Aghajoon
- 2023 : Seven Citrus Aurantium de Farshad Golsefidi : Shams
- 2024 : Oh ! What Happy Days (Ah ! che roozhaye khoobi bood) de Homayoun Ghanizadeh : Mr Farrokhi

### Scénariste
- 1978-1987 : Hezar Dastan (série télévisée) d'Ali Hatami
- 1984 : Sarbedaran (série télévisée)
- 2007 : Le Fruit défendu (Miveh Mamno'e) (série télévisée)
- 2015-2016 : Shahrzad (série télévisée)